# Chiesa di Santa Maria di Monserrato (Palermo)
La chiesa di Santa Maria di Monserrato o chiesa delle Croci è un edificio di culto ubicato nel centro storico di Palermo in via delle Croci e via Carlo Alberto dalla Chiesa, adiacente al viale della Libertà a fianco del Giardino Inglese. Altrimenti nota come Cappella del Rifugio o Conservatorio delle Povere di Cifuentes sotto il titolo di «Maria dei Sette Dolori».

## Storia
- XVI secolo, Pietro de Luna, duca di Bivona, è proprietario della villa e del terreno ubicate fuori le mura.
- 1575, La villa e le pertinenze sono utilizzate come lazzaretto per la peste di San Carlo Borromeo[1], che colpì con due diverse veicolazioni del morbo: da sud, penetrando da Sciacca, importata dai corsari italiani che avevano saccheggiato la zona di Orano.
- 1600, Restauro effettuato da Luca Cifuentes. L'edificio è trasformato in residenza temporanea per i Viceré di Sicilia che vi soggiornavano al loro arrivo a Palermo in attesa dell'insediamento con trionfale accoglienza.[1] Per breve tempo il complesso rientra nelle proprietà amministrate dal Monastero di San Giovanni dell'Origlione.[2]
- 1624, Le strutture sono adibite nuovamente a lazzaretto per la nuova ondata di peste.
- 1668, Trasformazione in ospizio per fanciulle povere della Congregazione del «Rifugio dei Poveri», sodalizio istituito nel 1632. La nuova destinazione provoca l'incremento di nuovo fervore e sostenitori patrocinatori.[3]
- 1690 4 aprile, L'arcivescovo Ferdinando Bazan y Manriquez[4] su suggerimento del predicatore Antonio da Olivadi (al secolo Giuseppe Punteri) guida a Palermo dei missionari cappuccini[5], organizza una processione per la raccolta di elemosine verso i luoghi della zona del Reclusorio, in quanto rievocavano il paesaggio del Calvario della Passione di Cristo. In quella occasione furono piantate sulla pianura antistante la villa sei croci e una dinanzi alla scala d'ingresso della cappella. Da quel momento l'area fu indicata con il toponimo Piano delle sette Croci. Asdrubale Termini intitola la chiesa col nome di «Maria dei Sette Dolori».
- 1844, La proprietà è assegnata dal tribunale a Ernesto Wilding, principe di Butera.
- 1853, Realizzazione della facciata in seguito all'apertura del viale della Libertà diretta dall'architetto Giovan Battista Filippo Basile successivamente alla realizzazione del Giardino Inglese 1851.
- 1900, La Cappella è decorata da Giuseppe Enea e Francesco Padovani.
- 1943, Durante la seconda guerra mondiale il conservatorio fu colpito e quasi completamente distrutto da un bombardamento. Dell'originaria costruzione è scampata alle distruzioni solo la cappella. Il complesso edilizio ormai non più destinato a conservatorio è ricostruito è riadattato. L'antica chiesa di Santa Lucia al Borgo distrutta dagli eventi bellici è demolita. Il titolo passa alla chiesa di Santa Maria di Monserrato.
- 1981, Restauro dei dipinti murali a tempera della chiesa ad opera del Laboratorio di restauro di Palermo.
- 2007 - 2008, Ultimati i lavori di restauro delle coperture, dei dipinti della volta e del catino absidale. Lavori di restauro della facciata della chiesa.

## Facciata
Il prospetto presenta una loggia con tre arcate in conci di tufo, secondo il gusto romantico del rudere medievale. Il restauro è una combinazione dalle linee gotiche derivate dalla contaminazione normanno - chiaramontano - catalano, per definire la costruzione resa mutile dal taglio della strada. Il piano di calpestio è raccordato alla sede stradale con due scalinate. Una loggetta campanaria sormonta il prospetto laterale.

## Interno

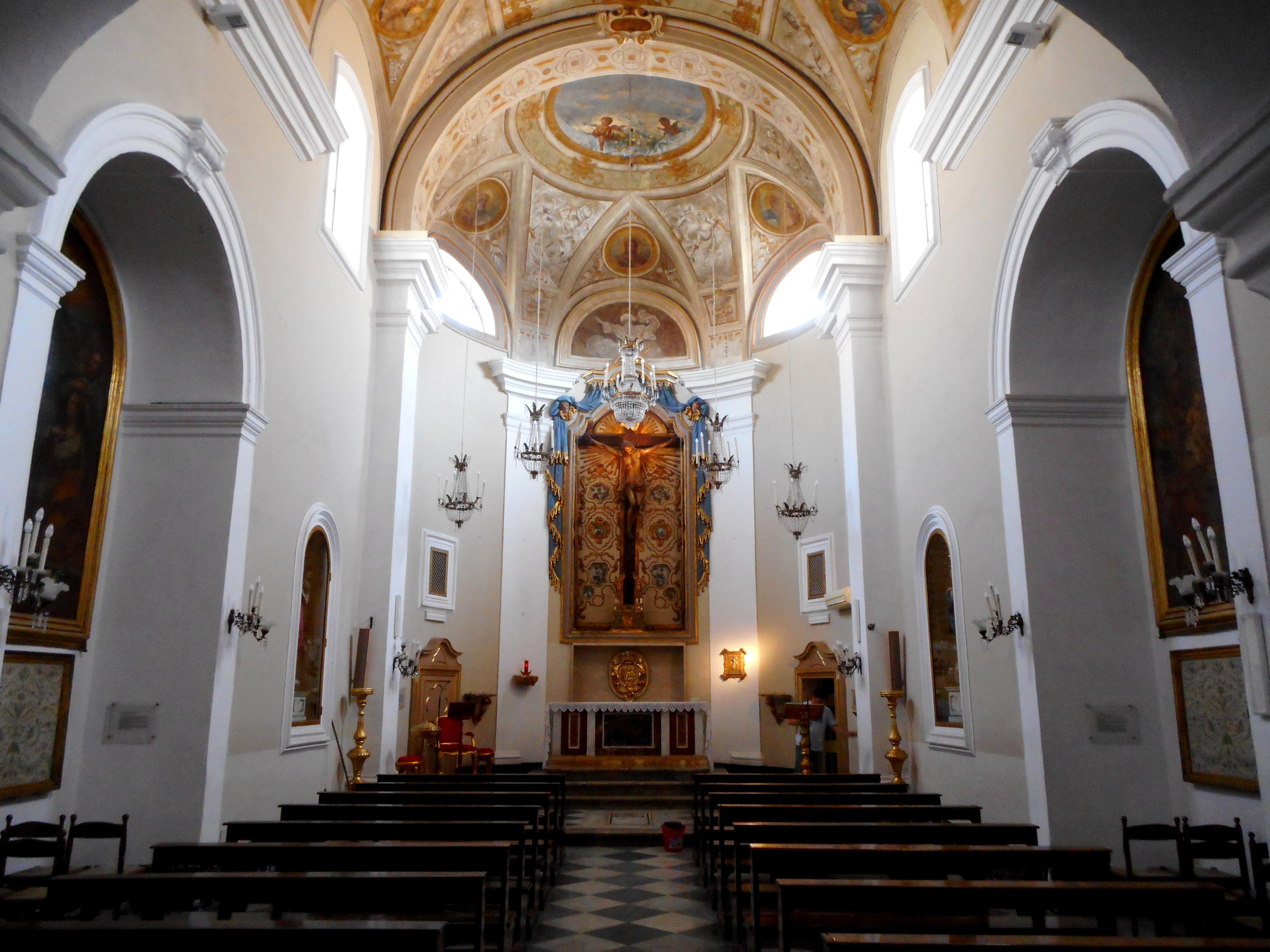
Interno

Interno a navata unica con tre altari collocati in cappelle e nicchie parietali, sottocoro con volte a crociera e tre arcate ribassate che sostengono il coro tripartito. La volta a botte presenta affreschi raffiguranti Maria addolorata ai piedi della croce, angeli alati, due cori di puttini dipinti a monocromato, quattro medaglioni recanti le figure di Sant'Agostino, Santa Monica, Sant'Alfonso Maria de' Liguori e Santa Rosalia.
- Parete destra:
  - medaglione Anna Vella e lo Bianco 1806
  - Sacra Famiglia di Raffaello Visalli 1744.
- Parete sinistra:
  - Vestibolo con porta lignea del XVIII secolo;
  - Cappella dell'Addolorata. Sull'altare la statua lignea di San Giuseppe col bambino del XVII secolo;
  - Cappella della Madonna di Montserrat. Sull'altare il simulacro di Santa Maria di Montserrat.
- Presbiterio - abside:
  - Altare maggiore costituito da Crocifisso collocato su reliquiario. Nel catino absidale sono raffigurati la figura dell'Eterno Padre, tre medaglioni con le immagini di San Giovanni Battista, San Pietro e San Paolo, vele trapezoidali con puttini dipinti in monocromato.

Sono inoltre presenti l'antica statua lignea di Santa Lucia proveniente dalla demolita chiesa di Santa Lucia al Borgo, la vara raffigurante la Mater Dolorosa e la teca del Cristo morto ovvero i simulacri processionati dalla confraternita il Venerdì Santo durante i riti della Settimana Santa di Palermo.

### Rifugio e conservatorio delle povere di Cifuentes
- 1668, Rifugio e conservatorio delle povere di Cifuentes sotto il titolo di «Maria dei Sette Dolori» ossia delle Croci.[8] La cappella della struttura scampata agli eventi bellici costituisce l'attuale luogo di culto.

### Congregazione del «Rifugio dei Poveri»
- Congregazione del «Rifugio dei Poveri» sotto il titolo di «Maria dei Sette Dolori» ossia delle Croci, patrocinata da Fernando Afán de Ribera y Enríquez, Jr. figlio di Fernando Enriquez d'Afán de Ribera y Enríquez, Duca di Alcalà, Viceré di Sicilia.[3] Sodalizio aggregato alla Compagnia di San Dionisio e alla Congregazione delle sette opere della Misericordia corporali.[3]

### Lazzaretto di Santa Maria di Monserrato
- 1575, Peste di San Carlo, epidemia proveniente da Orano.
- 1624, Peste di Palermo, epidemia proveniente da Tunisi via Trapani.

## Chiesa di Santa Lucia al Borgo
La chiesa di Santa Lucia al Borgo e il complesso conventuale erano ubicati sul confluire dell'attuale Corso Scinà nel Piano dell'Ucciardone e risultavano ai margini della zona popolata appena fuori Porta San Giorgio, amministrati dalla chiesa di San Giacomo la Marina.
- 1208, Consacrata nel periodo di Pasqua da Papa Innocenzo III, Lotario dei Conti di Segni. Per tale motivo si diffuse l'usanza tra i fedeli che vi si recavano per ricevere l'indulgenza plenaria il Giovedì santo.
- 1568, Titolari del patrocinio la Maestranza dei Materassara.
- 1570, Il «Borgo», quartiere periferico della città in via d'espansione, fu voluto da Carlo d'Aragona Tagliavia, Principe di Castelvetrano, presidente del Regno, Viceré di Sicilia. Un'ampia parte del quartiere era posseduta dalla famiglia Fornaja che intorno al 1571 fondò una piccola chiesa, annessa al Collegio di Maria, dedicata alla Madonna di Monserrato.[10] I Fornaja erano titolari del patrocinio del cappellone.
- 1575, Gran parte delle strutture del quartiere ubicato fuori le mura sono utilizzate come lazzaretti per la peste.[1]
- 1590c., L'arcivescovo Cesare Marullo la concede ai padri dell'Ordine della Santissima Trinità col il permesso di edificare un convento.[11]
- 1593, La chiesa è concessa ai Frati minori riformati che la ristrutturarono ispirandosi al modello della Basilica di Santo Stefano Rotondo al Celio di Roma.[12]
- 1626, La chiesa è affidata all'Ordine dei frati minori conventuali, assume il titolo di «Santa Lucia al Borgo» dedicata alla vergine siracusana Lucia.
- 1775 10 marzo, Dopo circa due secoli di attività, conseguenza dell'ingrandimento del borgo, il titolo parrocchiale fu trasferito a codesto luogo di culto, che fu ristrutturato su progetto dell'architetto del Senato Palermitano Nicolò Palma sotto il governo del Viceré di Sicilia Marcantonio Colonna, Principe di Stigliano.[13]
- 1776, Il titolo parrocchiale è documentato da un'epigrafe marmorea scritta da Francesco Maria Emanuele Gaetani, Marchese di Villabianca.
- 1820, Presso la chiesa è costituita la venerabile Congregazione del Santissimo Crocifisso al Borgo.
- 1943, In seguito ai bombardamenti aerei del secondo conflitto mondiale la chiesa fu gravemente danneggiata e poi demolita. Dalle macerie furono recuperati alcuni altari ed altri elementi marmorei sistemati nella chiesa di San Luigi in via Ugdulena. Il titolo parrocchiale fu trasferito alla chiesa di Santa Maria di Monserrato.

## Architettura
La chiesa presentava una facciata con lo stemma della città di Palermo sopra il portale centrale, affiancato da due portali minori: l'aquila recante un cartiglio con la scritta "S.P.Q.P", e godeva una particolare attenzione da parte del Senato Palermitano. Vi era inoltre una nicchia con il piccolo simulacro dell'Immacolata Concezione.
L'edificio presentava un impianto a croce greca con sedici colonne, un cappellone e due altari.
- Sul lato sinistro è documentata la Cappella del Crocifisso ove era custodito il Crocifisso, il cui culto è oggetto della costituzione della confraternita, il cui simulacro è attualmente custodito nella chiesa di Santa Maria di Monserrato, la venerazione e i riti processionali del venerdì santo costituiscono il fulcro dei riti della Settimana Santa di Palermo.[12]
- Quadro della Madonna di Monserrato dipinto da Filippo Paladini.[13]

### Convento francescano di Santa Lucia al Borgo
- 1589, I padri trinitari abbandonano l'istituzione perché isolata, puntando sulla concessione della chiesa di San Demetrio.[11]
- 1593, Il convento passa ai Frati minori riformati.
- 1626, Il convento è guidato dall'Ordine dei frati minori conventuali.

### Maestranza dei Materassara
- 1568 - 1614, Primitivi titolari del patrocinio.

### Collegio di Maria
- 1570,

### Congregazione del Santissimo Crocifisso al Borgo
- 1820, Gli appartenenti alle maestranze dei trafficanti, dei maestri e dei padroni di barca si costituirono in confraternita sotto il titolo di «Madonna di Monserrato».
- 1830 10 settembre, Approvazione dello statuto, le regole prefiggevano come scopo principale la diffusione del culto di Gesù morto e dell'Addolorata, compito da tramandare da padre in figlio.

Il seicentesco simulacro in cartapesta del Crocifisso d'autore ignoto, in passato custodito nella cappella sinistra, da tempo venerato dagli abitanti del borgo, determinò la costituzione del sodalizio noto come Congregazione del Santissimo Crocifisso al Borgo sotto il titolo della «Madonna di Monserrato».